# Lubsza (flod)
Lubsza (tysk: Lubst, Luba eller Lubis, nedersorbisk Lubuša) er en 66,4 km lang højre biflod til Lausitzer Neiße i det polske vojvodskab Lubusz og er også den største flod i sit afvandingsområde. Navnet Luba kommer af det gammelsorbiske luba = den venlige.
Lubsza, som har et afvandingsområde på 914,1 km², kommer fra flere kildefloder i en højde af 180 m nordvest for landsbyen Olbrachtów (Albrechtsdorf) og vest for byen Żary (Sorau). Den løber først i nordlig retning, og drejer så mod nordvest efter en tredjedel af sit forløb, og får vand fra flere bifloder, og løber i byen Gubin, i en høje af 46 moh. ud i Lausitzer Neiße.
Lubsza løber gennem fyrreskove og sumpede dale og gennem byerne Jasień, Lubsko (Sommermarken) og Gubin. Tidligere forårsagede den gentagne oversvømmelser, for eksempel i 1568, 1689 og 1740. I 1840'erne blev den delvist reguleret i forbindelse med anlægget af Berlin-Breslau jernbanen.
Lubsza er nu stærkt forurenet af landbrugets spildevand. Dette ændrede sig ikke ved opførelsen af et rensningsanlæg i Lubsko, da kun en del af spildevandet renses.